# Lukhanyo Am
Lukhanyo Am (28. listopadu 1993 Qonce, Východní Kapsko) je jihoafrický ragbista hrající za jihoafrickou reprezentaci a jihoafrický klub Sharks soutěž United Rugby Championship. Jeho preferované pozice jsou tříčtvrtka a křídlo. 
V roce 2022 byl nominován na nejlepšího ragbistu světa. O rok dříve byl World Rugby zvolen do nejlepší sestavy světa. S jihoafrickou reprezentací se stal na MS 2019 a MS 2023 mistrem světa. Také vyhrál s reprezentací v roce 2019 a 2024 Rugby Championship.